# (69869) Haining
(69869) Haining est un astéroïde de la ceinture principale.

## Description
(69869) Haining est un astéroïde de la ceinture principale. Il fut découvert le 25 septembre 1998 à la station de Xinglong par le programme Beijing Schmidt CCD Asteroid Program. Il présente une orbite caractérisée par un demi-grand axe de 3,10 UA, une excentricité de 0,15 et une inclinaison de 12,5° par rapport à l'écliptique.

## Compléments